# 松前崇廣
松前崇廣（日语：〔〕／ Matsumae Takahiro，1829年12月10日—1866年6月9日），日本江戶時代末期大名，松前藩第12代藩主。
崇廣是第9代藩主松前章廣的第六子，出生在福山館。4歲時，他被送往江戶，在那裏學習了蘭學、英語、兵學，並對西洋事物產生了强烈的好奇心，成為一個西洋通。
1849年，第11代藩主松前昌廣臥病在床，嫡子德廣年幼，於是，崇廣被昌廣收為養子並繼承家督之位。他前往江戶直接拜謁幕府將軍德川家慶，被敘任為從五位下伊豆守。出於加强北方警備的需要，崇廣奉家慶的命令，將自己所居住的陣屋福山館改築成福山城。
1854年，出於對俄羅斯防禦的需要，江戶幕府重新設置箱館奉行，並於翌年將箱館周邊的八個村及整個蝦夷地劃歸幕府的天領。松前藩被授予陸奧國伊達郡梁川、出羽國村山郡東根、出羽尾花澤共計四萬石的代地，每年下賜18000兩。松前藩喪失了蝦夷地的交易權，財政陷入困窘狀態。
1863年，幕府起用崇廣為寺社奉行，1864年擢老中格兼陸海軍總奉行。不久提拔為老中，原被收為天領的八個村被還給了松前藩。這是因為崇廣精通西洋事務的緣故，而外樣大名被任命為老中在幕府時期僅此一例。
第二次長州征討期間，他跟隨德川家茂上洛，後前往大坂，與英國、美國、法國、荷蘭四國交涉兵庫津（今神戶港）開港及大坂開市事宜。幕府同四國締結了條約，但未能得到朝廷的勅許，條約內容沒有被履行。四國軍艦開進兵庫，要求開港。
針對這種情況，松前崇廣與另一位老中阿部正外自行決定兵庫開港。朝廷因此下令剝奪二人的官位、並處以謹慎的懲罰。德川家茂被迫免去二人的老中職務，並處以謹慎的處分。
1866年，崇廣回到了松前，不久後因熱病死去。養子德廣繼承家督之位。